# Жуков Костянтин Павлович
Костянтин Павлович Жуков (Жук) (нар. 27 вересня 1906, містечко Городище, тепер місто Черкаської області — 23 серпня 1988, місто Москва) — радянський діяч, 1-й секретар Воронезького і Липецького обласних комітетів КПРС. Член ЦК КПРС у 1952—1956 роках. Кандидат у члени ЦК КПРС у 1956—1961 роках. Депутат Верховної Ради СРСР 2—5-го скликань.

## Життєпис
Народився в бідній селянській родині Павла Жука.
У 1926 році закінчив Луганський сільськогосподарський інститут, агроном.
У 1926—1933 роках — завідувач міжрайонних сільськогосподарських курсів; старший агроном, головний агроном Міловського районного земельного відділу Донецької області.
У 1933—1939 роках — завідувач Володарського районного земельного відділу Донецької (Сталінської) області.
Член ВКП(б) з 1936 року.
У 1939—1944 роках — завідувач сільськогосподарського відділу Сталінського обласного комітету КП(б)У. Під час німецько-радянської війни служив у Червоній армії на політичній роботі.
У травні 1944—1946 роках — 3-й секретар Сталінського обласного комітету КП(б)У.
У 1946—1947 роках — інспектор Управління кадрів ЦК ВКП(б).
У 1947 році — 3-й секретар Воронезького обласного комітету ВКП(б).
У 1947 — січні 1949 року — 2-й секретар Воронезького обласного комітету ВКП(б).
У січні 1949 — січні 1954 року — 1-й секретар Воронезького обласного комітету ВКП(б) (КПРС).
6 січня 1954 — 21 листопада 1960 року — 1-й секретар Липецького обласного комітету КПРС.
З листопада 1960 року — персональний пенсіонер союзного значення в Москві.
Помер 23 серпня 1988 року. Похований в Москві на Кунцевському цвинтарі.

## Звання
- старший політрук

## Нагороди
- орден Леніна (27.09.1956)
- орден Вітчизняної війни ІІ ст. (6.04.1985)
- орден Трудового Червоного Прапора (24.09.1976)
- медаль «За трудову доблесть»
- медаль «Партизанові Вітчизняної війни» 1-го ст.
- медаль «За оборону Сталінграда»
- медаль «За перемогу над Німеччиною у Великій Вітчизняній війні 1941—1945 рр.»
- медаль «За доблесну працю у Великій Вітчизняній війні 1941—1945 рр.»
- медалі